# Утла
Утла (норв. Utla) — река в коммуне Ордал фюльке Вестланд, Норвегия.
Исток находится в национальном парке Ютунхеймен. Впадает в озеро Ордалсватн, воды которого небольшая река Херейдсэльви (норв. Hæreidselvi) несёт в Ордалс-фьорд (часть Согне-фьорда).
Формирует самую глубокую в Норвегии долину Утладален — глубиной более 2000 метров. Так называемая «Долина Водопадов» — долина самых высоких в Норвегии водопадов, в том числе Веттисфоссен на притоке Утлы ручье Ветти.
Реку пересекает множество мостов, вдоль русла проложена асфальтированная дорога из Эвре-Ордала до хутора Ветти.
Долина реки Утла была включена под именем «Охранная зона долины Утла» в черту Национального парка Ютунхеймен.